# Ocean's Kingdom
Ocean's Kingdom es el quinto álbum de música clásica del músico británico Paul McCartney, publicado por la compañía discográfica Decca Records el 3 de octubre de 2011.
Ocean's Kingdom es la primera incursión de McCartney en el mundo de la danza y es el resultado del trabajo junto a Peter Martins para presentar un nuevo ballet para la temporada 2011/2012 en Nueva York. El ballet relata una historia de amor entre dos mundos imaginarios, el reino oceánico "puro" y el reino terrestre con personajes malvados que amenazan la vida en el océano. Según McCartney, el amor surge cuando la tierra se encuentra con el agua.
El estreno del ballet Ocean's Kingdom tuvo lugar en la gala de otoño NYCB el 22 de septiembre de 2011, con la subsiguiente publicación de la música un mes después, en formato digital, CD y vinilo. Una versión en directo del álbum, interpretado por la New York City Ballet Orchestra y conducido por Fayçal Karoui, fue también publicado a través de iTunes y como descarga digital disponible con un código promocional incluido en el CD y el LP.

## Lista de canciones
Todas las canciones escritas y compuestas por Paul McCartney. 
| N.º | Título                        | Duración |  |
| 1.  | «Movement I: Ocean's Kingdom» | 14:07    |  |
| 2.  | «Movement II: Hall of Dance»  | 16:19    |  |
| 3.  | «Movement III: Imprisonment»  | 13:36    |  |
| 4.  | «Movement IV: Moonrise»       | 12:29    |  |